# La Famille Wolberg
Pour plus de détails, voir Fiche technique et Distribution.
La Famille Wolberg est un film français réalisé par Axelle Ropert présenté à la Quinzaine des réalisateurs lors du Festival de Cannes 2009 et sorti le 25 novembre 2009. Le film met en scène un père de famille, maire de son village et qui accorde un caractère sacré à sa famille.

## Synopsis
Histoire de Simon Wolberg, maire d'une ville de province et sa famille.

## Fiche technique
- Titre : La Famille Wolberg
- Réalisation : Axelle Ropert
- Scénario : Axelle Ropert
- Photographie : Céline Bozon
- Société de production : Les Films Pelleas, en association avec Cofinova 5

## Distribution
- François Damiens : Simon
- Valérie Benguigui : Marianne
- Valentin Vigourt : Benjamin
- Léopoldine Serre : Delphine
- Serge Bozon : Alexandre
- Jean-Luc Bideau : Joseph, le grand-père
- Jocelyn Quivrin :	Daniel, l'homme blond
- Guillaume Verdier : François
- Jean-Christophe Bouvet : Maurice, le médecin
- Laurent Mothe : Monsieur Richard
- Eva Ionesco : Sarah, l'amie de Joseph
- Arnaud Gaby : Philippe, le fiancé de Delphine
- Elise Santelli : Stéphanie, amie de Delphine
- Charlotte Molinari : Sonia, amie de Delphine
- Alison Reinhart : Amélie, amie de Delphine
- Jessica Eliceyri : Une amie de Delphine
- Philippe Vendan-Borin : Le gardien du cimetière
- Axelle Ropert : L'institutrice
- Stéphane Blancafort : Alain, l'ami de Simon
- David Morazin, Laurent Pedebernard et Lionel Sabatier : Amis de Simon
- Otilia Canton : Elève